# 野田遥
野田 遥（のだ はるか、2001年1月1日 - ）は、日本の女子バスケットボール選手である。ポジションはセンター。Wリーグの新潟アルビレックスBBラビッツ所属。

## 来歴
石川県出身。
足羽高校在学中、U16アジアカップで準優勝を経験。
高校卒業後は山梨学院大学に進学。
2023年1月、プレステージ・インターナショナル アランマーレにアーリーエントリーとして加入。
2025年、アランマーレを退団。新潟アルビレックスBBラビッツに移籍。

## 日本代表歴
- 2017年 U16アジアカップ